# Guadalupe kommun, Chihuahua
Guadalupe är en kommun i Mexiko.   Den ligger i delstaten Chihuahua, i den norra delen av landet, 1 400 km nordväst om huvudstaden Mexico City. Antalet invånare är 6 458.
Följande samhällen finns i Guadalupe:
- Juárez y Reforma
- Barreales